# Più Di Un Sogno
Più Di Un Sogno (укр. «Більше за мрію») — пісня італійського співака і кіноактора Адріано Челентано 2002 року.

## Про пісню
Пісня була третім треком альбому Адріано Челентано «Per sempre» Також вона вийшла як сингл у 2002 році на CD в Італії, під лейблом «Clan Celentano». Автором музики був Джанні Белла, а тексту — Могол. Наживо пісня ніколи не виконувалася.

## Трек-лист
| #  | Назва                              | Автор слів | Автор музики | Тривалість |
| -- | ---------------------------------- | ---------- | ------------ | ---------- |
| 1. | «Più Di Un Sogno» (Більше за мрію) | Могол      | Джанні Белла | 5:21       |